# Donald Gordon Higman
Donald Gordon Higman (Vancouver, 20 de setembro de 1928 – 13 de fevereiro de 2006) foi um matemático estadunidense, conhecido por sua descoberta, em colaboração com Charles Sims, do grupo de Higman–Sims.
Higman concluiu sua graduação na Universidade da Colúmbia Britânica, obtendo um Ph.D. em 1952 na Universidade de Illinois em Urbana-Champaign, orientado por Reinhold Baer.
Foi palestrante do Congresso Internacional de Matemáticos em Nice (1970 - A survey about some questions and results about rank 3 permutation groups).